# Klaus-Dieter Henkler
Klaus-Dieter Henkler, né le 19 janvier 1944 à Seebenau, est un chanteur et animateur de télévision allemand.
Avec Monika Hauff, il forme le duo Hauff und Henkler.

## Biographie
À quatre ans, ses parents lui apprennent l'accordéon puis lui offriront une guitare et un piano. Il étudie au conservatoire de Halle la composition et le chant.
Avec Monika Hauff, il forme en 1968 le duo Hauff und Henkler après avoir repris ensemble Tausend Fragen de Jürgen Heider et Harro Korth sur Berliner Rundfunk. Le répertoire se compose de chansons schlager, folkloriques et country.
Entre 1968 et 1976, il participe à des concours de schlager en Allemagne et à l'étranger, où il obtient souvent des places. En 1975, Klaus-Dieter Henkler et Monika Hauff remporte le "Grand Prix de Paris" avec Als ich dich heute wiedersah, composé par Reinhard Lakomy et écrit par Fred Gertz. En 1990, il est présent au "German Heritage Festival" dans le New Jersey.
En tant qu'acteur, il joue Du und ich und Klein-Paris, sorti en 1971, avec Evelyn Opoczynski, Renate Geißler et Jaecki Schwarz.
Henkler est le présentateur d'émissions de la Deutscher Fernsehfunk, comme Ein Kessel Buntes ou Zwischen Frühstück und Gänsebraten. En 1988, il consacre une chanson à la patineuse Katarina Witt.
En 1994, le président Richard von Weizsäcker lui remet la médaille Hermann Löns.